# 池田町ヲウトウ
池田町ヲウトウ（いけだちょうヲウトウ）は、徳島県三好市の町名。郵便番号は778-0000。

## 地理
西は池田町シンヤマ、南は池田町ヤサン、東は池田町ウヱマツ、北は池田町シンマチ及び池田町イケミナミにそれぞれ接する。地内全域が五ノ丸山の山間部のため、人口及び世帯数も極めて少ない。また郵便番号は〒778-0000。

### 山岳
- 五ノ丸山

## 歴史
- 2006年（平成18年）3月1日 - 三好郡池田町が三野町・山城町・井川町・東祖谷山村・西祖谷山村と合併して三好市が発足し、現在の町名となる。

## 世帯数と人口
2021年（令和3年）12月31日現在の世帯数と人口は以下の通りである。
| 町丁           | 世帯数 | 人口 |
| -------------- | ------ | ---- |
| 池田町ヲウトウ | 4世帯  | 13人 |

## 小・中学校の学区
市立小・中学校に通う場合、学区は以下の通りとなる。
| 番地 | 小学校             | 中学校             |
| ---- | ------------------ | ------------------ |
| 全域 | 三好市立池田小学校 | 三好市立池田中学校 |

## 施設
- 池田トンネル - 徳島自動車道。

## 交通

### 鉄道
- 地内に駅はなく、最寄り駅はJR土讃線の阿波池田駅。

### 道路
高速
- 徳島自動車道

国道